# Mozaik Közösség
A Mozaik Közösség ökumenikus keresztény önsegítő imacsoport, elsősorban LMBT emberek számára. Az Öt Kenyér Közösség megszűnésével jött létre 2006. augusztus 31-én. Alapítója Gosztony Zsigmond ("Gazsi"), a VándorMások túracsoport vezetője. Tagjai heti rendszerességgel találkoznak, hogy megosszák egymással életüket, beszélgessenek és imádkozzanak.

## Bemutatkozása
Azért gyűlünk össze hétről hétre, hogy tanúságot tegyünk Isten irántunk való szeretetéről. Hisszük, hogy az együtt töltött idő közelebb visz Hozzá, egymáshoz és önmagunkhoz. Hisszük, hogy a közösség a bizalom, a nyitottság és az elfogadás helye, hogy ereje megtart minket, és bátorságot, lendületet ad a hétköznapokhoz. Hisszük, hogy a melegeknek helyük van Isten országában, és részt vehetnek annak építésében, és hisszük azt is, hogy a kereszténységnek van üzenete a melegek számára. Téged is várunk, ha Istent keresed, ha egy keresztény közösség tagja szeretnél lenni, ha melegséged miatt rejtőzködésre kényszerülsz, ha kérdések, bűntudat, félelmek gyötörnek. A közösségi alkalmak programjai közt ima, bibliaolvasás, beszélgetés, játék, filmnézés szerepel.